# Robert S. Garrett
Robert S. Garrett (Baltimore, 24 de mayo de 1875 - Baltimore; 25 de abril de 1961) fue un atleta estadounidense. Fue el primer campeón de los Juegos Olímpicos modernos en lanzamiento de disco y lanzamiento de peso.

## Biografía
Creció en una familia adinerada y estudió en la Universidad de Princeton. Destacó como deportista en atletismo y fue capitán del equipo de Princeton en las categorías júnior y sénior. Robert Garrett se dedicó principalmente al lanzamiento de peso pero también participó en competiciones de salto. Cuando decidió participar en los Juegos Olímpicos de Atenas de 1896, el profesor William Milligan Sloane le sugirió que probara suerte en el lanzamiento de disco.
Tras consultar con diversas autoridades, Garrett encargó a un herrero la fabricación de un disco. El peso de este era de aproximadamente 14 kilogramos, lo que imposibilitaba el lanzamiento y declinó la idea de entrenar el lanzamiento de disco. Cuando descubrió que el disco de los Juegos Olímpicos pesaba poco más de dos kilogramos decidió incorporarse a la competición como diversión.
Los lanzadores de disco griegos eran muy estilizados. En cada uno de los tiros, giraban y se levantaban imitando la postura clásica del Discóbolo de Mirón, algo que hacía sus ejercicios más hermosos que duros. No lo hizo así Robert Garrett, el cual agarró el disco con su mano derecha y giró sobre sí mismo al estilo del lanzamiento de martillo lanzando el disco con gran fuerza. Los primeros dos tiros de Garrett fueron muy torpes, en vez de salir paralelamente al suelo, el disco salió en diagonal hacia la zona de espectadores. Tanto los extranjeros como los propios estadounidense se rieron de su técnica. Sin embargo en su último lanzamiento el disco alcanzó los 29,15 metros, 20 centímetros más que el atleta griego mejor clasificado, Panagiotis Paraskevopoulos.
Garrett también venció, logrando la medalla de oro en el lanzamiento de peso con una distancia de 11,22 metros, finalizó en segunda posición en el salto de altura (empatando con James Connolly en 1,65 metros) y fue segundo en el salto de longitud tras saltar una distancia de 6,00 metros.
En los Juegos Olímpicos de París de 1900, Garrett consiguió la medalla de bronce de nuevo en el lanzamiento de peso y en el triple salto sin carrera, pero no participó en el lanzamiento de disco. Además perteneció al equipo de tira y afloja en los Juegos Olímpicos de 1900 pero no pudo participar porque tres de sus seis miembros fueron requeridos para el lanzamiento de martillo.
Más tarde se convirtió en banquero y donante de la ciencia, especialmente historia y arqueología. Ayudó a organizar y financiar la expedición arqueológica a Siria, liderada por el Dr. John M. T. Finney. Su afición más notable era la colección de manuscritos medievales y renacentistas. En 1942 donó a la Universidad de Princeton más de 10 000 manuscritos, incluyendo 16 griego bizantinos, que contenían extraños ejemplos de arte bizantino para el uso de los alumnos.

## Palmarés
- Medalla de oro en los Juegos Olímpicos de Atenas (1896) en lanzamiento de peso
- Medalla de oro en los Juegos Olímpicos de Atenas (1896) en lanzamiento de disco
- Medalla de plata en los Juegos Olímpicos de Atenas (1896) en salto de altura
- Medalla de plata en los Juegos Olímpicos de Atenas (1896) en salto de longitud
- Medalla de bronce en los Juegos Olímpicos de París (1900) en lanzamiento de peso
- Medalla de bronce en los Juegos Olímpicos de París (1900) en triple salto sin carrera

| Predecesor: - | Campeón Olímpico de lanzamiento de peso Atenas 1896  | Sucesor: Richard Sheldon |
| Predecesor: - | Campeón Olímpico de lanzamiento de disco Atenas 1896 | Sucesor: Rudolf Bauer    |

- Datos: Q315205
- Multimedia: Robert Garrett (athlete, 1875) / Q315205